# Гаррі Джефферсон (яхтсмен)
Гаррі Джефферсон (англ. Harry Jefferson, 9 березня 1849 — 23 червня 1918) — британський яхтсмен.
Олімпійський чемпіон 1900 року в 2-му запливі в класі 3—10 тонн.